# Ježík obecný
Ježík obecný (Diodon hystrix Linnaeus, 1758) je ryba z řádu čtverzubců. Tento živočich s nezvyklým zjevem dorůstá délky až 91 cm, obývá laguny a útesy do hloubky 50 m.

## Popis
Vakovité tělo ježíka je zakončeno tupou hlavu a koncovými ústy. Oko je vůči malé hlavě relativně velké.  Tělo je zbarveno do šeda s malými černými skvrnami. Břicho je bílé s tmavým prstencem. Zuby jsou srostlé do destiček. Hřbetní a řitní ploutve jsou posunuty na záď těla, jsou obdobného tvaru a ležící nad sebou. Hřbetní měkké paprsky (celkem): 14–17; řitní trny: 0; řitní měkké paprsky: 14–16. Mezi rypcem a hřbetní ploutví se objevuje 16–20 trnů. Boky a ploutve jsou světle hnědé s četnými tmavými skvrnami; břicho je také ostnaté. Ocasní ploutev je vypouklá. Na těle se nacházejí trny, které jsou vztyčitelné v případě nafouknutí těla do kulovitého tvaru vodou nebo vzduchem. Při této sebeobraně plave ježík břichem vzhůru. Délka těla dosahuje 91 cm, váha 2,8 kg.

## Vědecká synonyma
Druh má následující vědecká synonyma:
- Diodon hystrix hystrix Linnaeus, 1758
- Paradiodon hystrix Linnaeus, 1758
- Diodon armillatus Whitley, 1933
- Diodon brachiatus Bloch & Schneider, 1801
- Diodon histrix Linnaeus, 1758
- Diodon hystris Linnaeus, 1758
- Diodon hystrax Linnaeus, 1758
- Diodon nudifrons Jenkins, 1903
- Diodon punctatus Cuvier, 1818
- Diodon spinosissimus Cuvier, 1818

## Rozmnožování
Jsou to solitérní ryby se sexuálním dimorfismem. Samci bývají menší než samice. Obě pohlaví se během tření páří s mnoha různými partnery. Páření v rámci tohoto druhu ve volné přírodě ani v zajetí nebylo pozorováno, ale pouze u jeho úzce příbuzného druhu Diodon holocanthus. Proces chovu začíná při přibližné teplotě 25 °C (s největší pravděpodobností během května až srpna). Několik samců přivede samici na vodní hladinu a samice vypustí jikry. Samci (kolem čtyř až pěti) přispívají spermiemi.

## Výskyt
Jde o tzv. lessepsiánský druh, který pronikl do Středozemního moře z Rudého moře Suezským průplavem. Vyskytuje se i v tropické části východního Atlantiku, nově je znám nález i z východoanglických vod (nejspíš vysazení člověkem). Obývá laguny a útesy do hloubky 50 m, s oblibou vyhledává místa s jeskyněmi a úkryty v útesech. Do 20 cm se jedná o typické pelagické ryby, dospělci žijí spíše v blízkosti dna. Východní Pacifik: San Diego, Kalifornie, USA až Chile, včetně Galapágských ostrovů. Západní Atlantik: Bermudy, Massachusetts (USA) a severní část Mexického zálivu do Brazílie. Východní Atlantik: 30° severní šířky až 23° jižní šířky. Západní Indický oceán: Rudé moře, přes Madagaskar, Réunion a Mauricius. 

## Potrava
Potravně se specializuje na živočichy se schránkami, které dokáže snadno rozdrtit svými mohutnými zuby (mlži, plži, krabi, ježovky).

## Význam

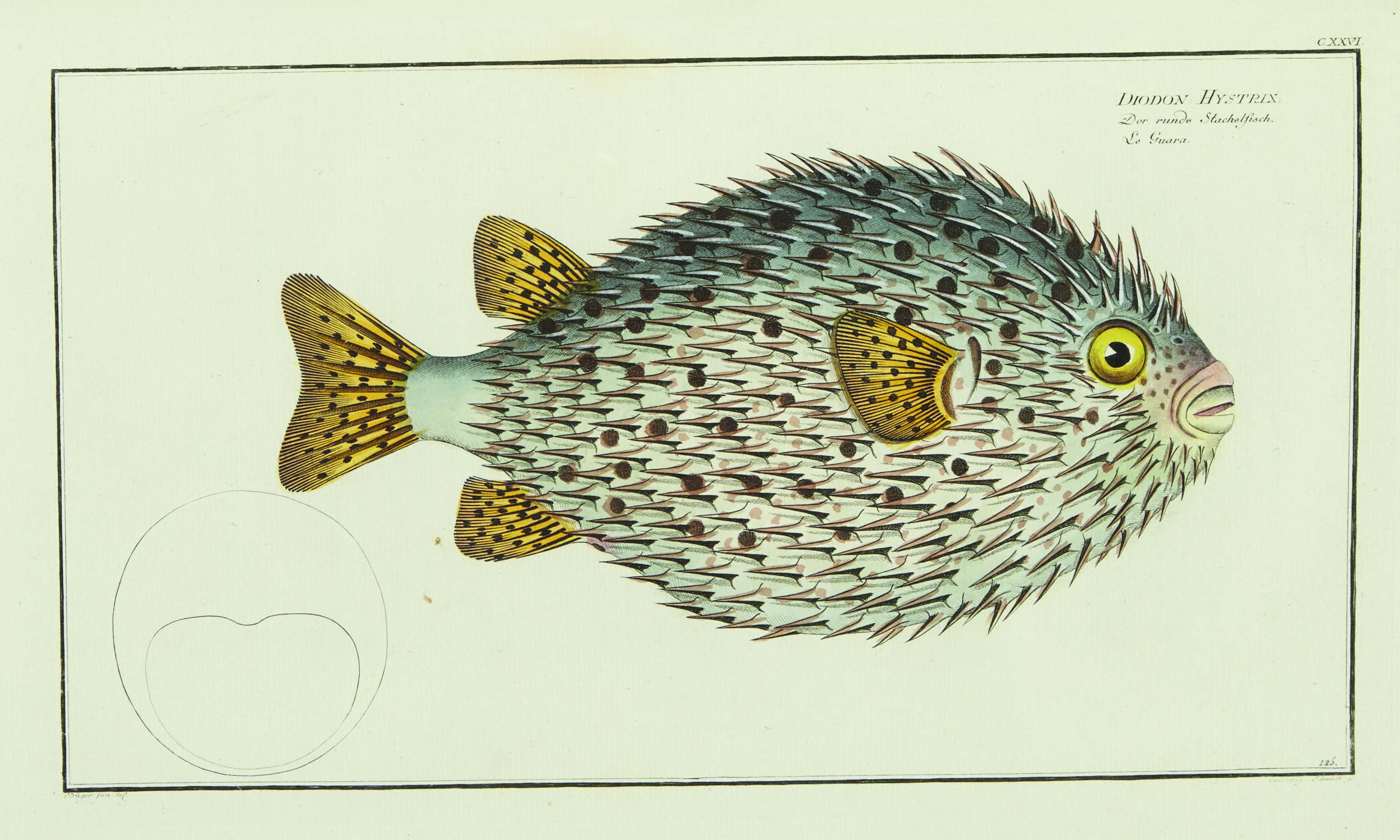
Kresba nafouklého ježíka

Ježík je řazen mezi ryby, u nichž byla potvrzena jedovatost masa. Jed ježíka je svým účinkem podobný neurotoxinu čtverzubců (tetrodotoxin), ale příznaky otrav jsou většinou mírnější. Nicméně, zejména v Japonsku, patří čtverzubci k nejvyhledávanějším lahůdkám, prodávaných pod názvem „fugu“. Maso při kuchání nesmí přijít do kontaktu s nejjedovatějšími částmi těla ryby – jikrami a játry.

## Přirození predátoři
Ježík obecný má přinejmenším tyto přirozené predátory:
- Makrela Solandrova (Acanthocybium solandri)
- Zlak nachový (Coryphaena hippurus)
- Žralok tygří (Galeocerdo cuvier)
- Marlín bělavý (Tetrapturus albidus)
- Tuňák obecný (Thunnus thynnus)

## Legislativa/opatření
Pro Diodon hystrix nejsou zavedena žádná druhově specifická ochranná opatření.